# 二碘化镱
二碘化镱是镱的一种碘化物，化学式YbI2。它是黄色固体。

## 制备
二碘化镱可以由三碘化镱热分解而成：
{\displaystyle \mathrm {2\ YbI_{3}\ {\xrightarrow[{}]{\Delta \ T}}\ 2\ YbI_{2}\ +\ I_{2}} }
它也可以由金属镱和1,2-二碘乙烷在四氢呋喃里反应而成。
{\displaystyle \mathrm {Yb\ +\ ICH_{2}CH_{2}I\ {\xrightarrow[{}]{THF}}\ YbI_{2}\ +\ H_{2}C=CH_{2}} }

## 性质
二碘化镱是黄色固体，对空气和湿气非常敏感，会迅速被氧化成镱(III)。它和水反应产生氢气和碱式碘化物，和酸则剧烈反应。

## 用处
和二碘化钐（SmI2）一样，二碘化镱也是有机化学试剂。

## 扩展阅读
- Kagan, H.B.; Namy, J.L. . Tetrahedron (Elsevier BV). 1986, 42 (24): 6573–6614. ISSN 0040-4020. doi:10.1016/s0040-4020(01)82098-6.
- Steel, Patrick G. . Journal of the Chemical Society, Perkin Transactions 1 (Royal Society of Chemistry (RSC)). 2001-10-18, (21): 2727–2751. ISSN 1472-7781. doi:10.1039/a908189e.